# Ladislav Mikeš Pařízek
Ladislav Mikeš Pařízek, pseudonym L.M.Pařízek (19. listopadu 1907 České Budějovice – 28. března 1988 Praha) byl český cestovatel, dobrodruh a spisovatel.
Cenné jsou jeho cestopisy z Afriky, kde jako první na světě 21. května 1959 objevil a popsal s kameramanem Lubomírem Mikulou prameny řeky Niger.

## Životopis
Vyučil se obchodním příručím. Od roku 1924 byl v zahraničí, zprvu ve Francii, pak v Africe, byl i v cizinecké legii. V roce 1930 se vrátil do vlasti, absolvoval vojenskou službu a znovu se vrátil do Afriky. Po Africe absolvoval mnoho cest a také o nich hodně psal. Řadu článků mu vydaly francouzské časopisy Le Matin a Le Miroir du Monde. Vracel se opakovaně do Čech, kde si přivydělával jako noční hlídač, řidič nákladních aut, železniční dělník. Po roce 1945 se stal redaktorem a od roku 1954 se živil pouze psaním knih. Cestu za nalezením pramenů afrického veletoku Niger podnikl roku 1959.
Jeho knihy psané po roce 1950 byly poplatné své době a jeho členství v KSČ. Velmi cennými dodnes jsou podrobná líčení prostředí Afriky (zeměpisné i domorodých společenství), převyprávění domorodých pohádek a bájí. Většina knih je opatřena mnoha fotografiemi.

## Dílo
- Jezero Manyara (1940), pro mládež přepracován o roku 1973, dobrodružný román o českém montérovi ze Škodovky a jeho spolupracovnících, kteří stavějí most přes řeku Pangani.
- Země našich snů: z cest jižním Konžskem (1942).
- Pán dalekých cest (1942), román.
- Rovník vypráví (1943), báje, legendy a pohádky z rovníkových krajů.
- Hledači ztraceného stínu  (1943), přepracováváno 1969, dobrodružný román pro mládež, který vypráví o válce mezi domorodými kmeny na území mezi řekami Kongo, Kasai a Ubangi, do které zasahují i jednotky bílých vládních vojáků.
- Dřevěný král (1943), román.
- Bipindi (1944), přepracováno roku 1973 jako Hvězdy nad Kandelem.
- A lid povstal (1945).
- Kpveke-Vo (Silný muž) (1946), reportáže.
- Bílé slzy (1946), román o české práci v Africe.
- Afrika pod maskami (1950), reportáže z cesty po Francouzské Západní Africe.
- Zlaté pobřeží (1951), reportáže z cesty po jihoafrickém Zlatém pobřeží.
- Africké svítání (1952), dobrodružný román jehož hrdinou je vesnický kovář Maoka z Francouzské Západní Afriky, který podnikne dalekou cestu do Dakaru, aby zde svým řemeslem vydělal peníze k výkupu dívky, kterou chce za manželku. Zde se zúčastňuje demonstrací proti vykořisťovatelům a probouzí lid k odporu.
- Kraj dvojí oblohy (1953), dobrodružný román pro mládež odehrávající se ve Francouzské rovníkové Africe.
- Afrika se probouzí (1953), přednáška o imperialistickém rozdělení Afriky a o vzrůstajícím africkém národně osvobozeneckém a mírovém hnutí.
- Řeka kouzelníků (1956), dobrodružný román pro mládež odehrávající se v Belgickém Kongu.
- Belgické Kongo a jeho lid (1956), cestopisná kniha z Belgického Konga.
- K pralesům Liberie (1957), cestopis z Francouzské Západní Afriky.
- Prales leopardů (1958), dobrodružný román pro mládež o příhodách mladého obchodníka, který podnikne se skupinou domorodců výzkumnou cestu pralesy Belgického Konga.
- Černošské báje a pohádky (1958), vyprávění o tajemných bytostech, lidech i zvířatech.
- Guinejská odysea (1961), reportáž cestě po Guineji a o návštěvě posvátných pramenů Nigeru.
- K pramenům Nigeru (1963), reportáž.
- Songaré (1964), román pro mládež o dospívání, odvaze a statečnosti třináctiletého chlapce z Guineje v době po roce 1958, kdy země získala samostatnost.
- Kamara, tvůj kamarád z Guineje (1964), vyprávění pro děti o šestiletém černém chlapci z malé africké vesnice.
- Mé cesty za dobrodružstvím (1967), autobiografie.
- Lala: tvoje kamarádka z Konga (1969), vyprávění pro děti o malém děvčátku Lale z vesnice v konžských pralesích, které jede s několika stejně starými dětmi v průvodu dospělých poprvé do města, kde bude chodit do školy.
- Africká zastavení (1973), cestopisné črty.
- Hvězdy nad Kandelem (1973), dobrodružný román z někdejšího Belgického Konga z počátku 20. století, který vypráví o osudech kmene Batetelů, v jejichž čele stojí náčelník Bipinid, do jejichž země pronikají bílí kolonizátoři a vnášejí rozpory do života domorodců. Zejména mladí členové kmene naivně očekávají od bělochů zlepšení svého života.
- Legie sebevrahů (1974), reportáž o Francouzské cizinecké legii v letech 1924–1929.
- Nejkrásnější život (1982), neprodejná bibliofilie k autorovým sedmdesátým pátým narozeninám.
- Pod souhvězdím Oriónu (1986), výbor z autorových prací pro mladé čtenáře.
- Prales kouzelných snů (1987), souhrnné vydání autorových pohádek.